# Rhinesuchus
Rhinesuchus whaitsi
Genre
Espèce
Rhinesuchus est un genre éteint d'amphibiens temnospondyles appartenant à la famille éponyme et également éteinte des rhinésuchidés, ayant vécu durant le Permien moyen dans l'actuelle Afrique du Sud. Une seule espèce est officiellement reconnu, Rhinesuchus whaitsi, décrite par Robert Broom en 1908, les autres étant considérés comme nomen dubium ou synonymes.

## Découverte et étymologie

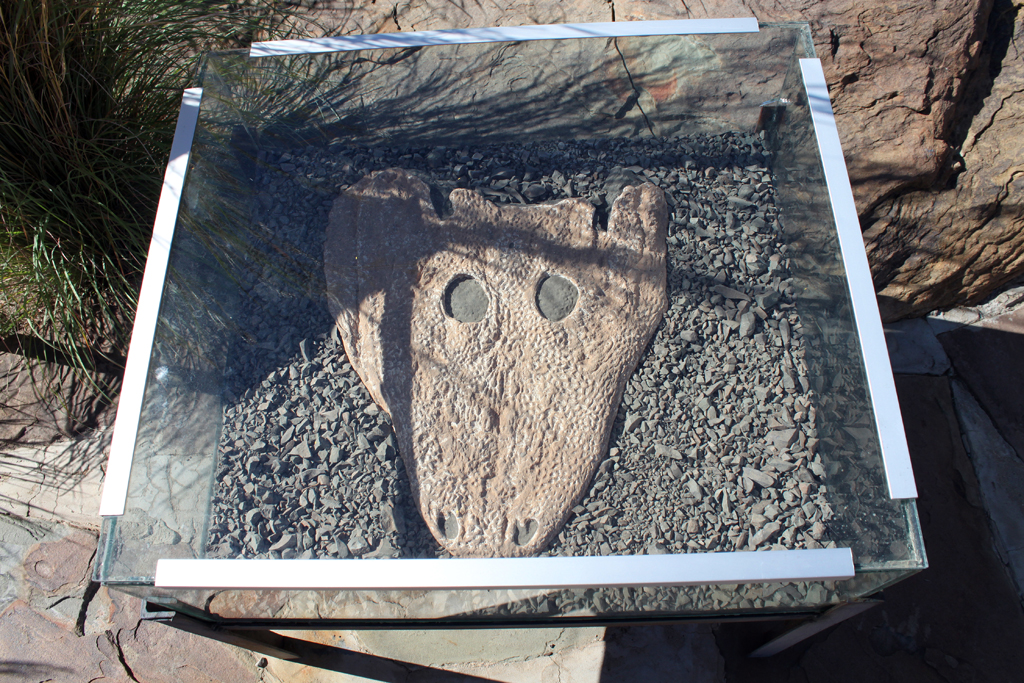
Crâne de Rhinesuchus exposé dans le désert du Karoo en Afrique du Sud.

Des fossiles du genre sont connus des gisements datant du Permien des zones d'assemblage de Tapinocephalus (en) et celui de Cistecephalus du bassin sud-africain du Karoo, les deux appartenant au groupe de Beaufort.
Le nom de genre Rhinesuchus provient du grec ancien ρίνη / rhinè voulant dire « lime » ou « râpe », et σούχος / soukhos signifiant « crocodile », l'ensemble évoquant un « crocodile râpeux » en référence à la texture de peau, mais sans rapport avec les vrais crocodiles.

## Description
Le crâne de Rhinesuchus présente une forme triangulaire aplatie avec un museau émoussé semblable à celui des autres grands amphibiens. Son palais est rempli de petites dents tranchantes suggérant qu'il chassait du poisson. En outre, ses petits yeux se situent au sommet de la tête suggérant qu'il s'emparait de ses proies par surprise, par en dessous.

## Classification
Le premier rhinésuchidé découvert à l'extérieur de l'Afrique australe est décrit comme R. wolgodvinensis (Yacovlev, 1916). Le spécimen, collecté dans des lits du Trias inférieur de Russie, était considéré comme le premier Rhinesuchus du Trias, bien qu'actuellement il soit plutôt considéré comme un mastodontosauridé (en).

## Culture populaire
Un Rhinesuchus apparait dans la sixième séquence du documentaire Sur la terre des géants, qui le présente comme le dernier représentant en vie de son espèce. Lors de l'assèchement de la mare d'eau ou il vivait, il s'enroule dans un cocon de boue, mais finit dévoré par un gorgonopsien semblable à Inostrancevia, ce qui met fin à sa vie mais aussi à l'existence de sa lignée. En réalité, quelques rhinésuchidés étaient toujours présents au début du Trias comme en témoigne Broomistega.